# Nguyễn Văn Mậu
Nguyễn Văn Mậu (1727 - 1809) còn có tên là Hậu, hay còn được gọi tôn là Bõ Hậu; là một hào phú đã có công giúp Nguyễn Phúc Ánh, khi vị chúa này đến đây đồn trú để mưu phục lại cơ đồ của dòng họ.

## Tiểu sử

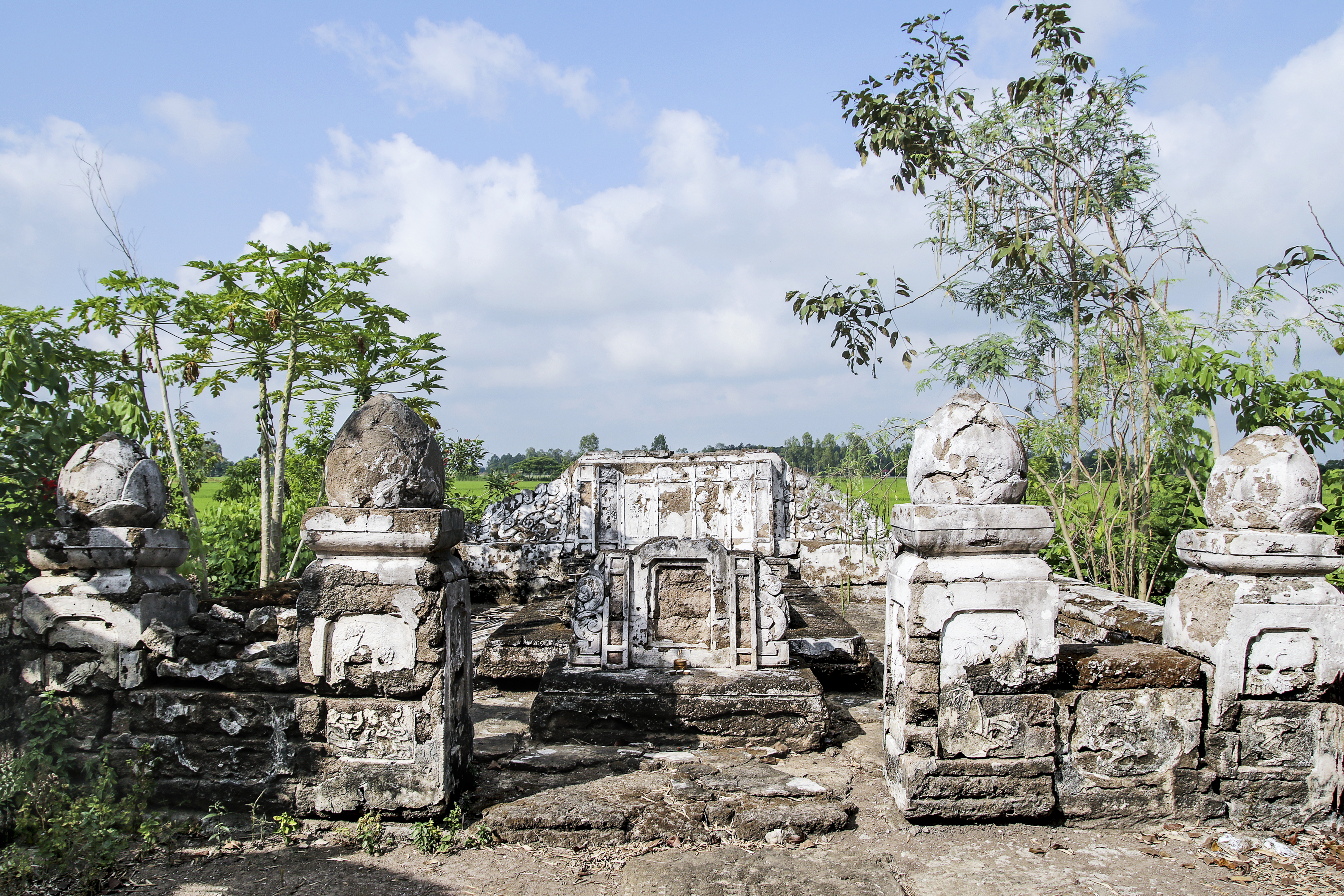
Phần mộ Nguyễn Văn Mậu ở xã Long Hưng A

Nguyễn Văn Mậu là người làng Tân Long, tỉnh Sa Đéc (nay thuộc xã Long Hưng A, huyện Lấp Vò, tỉnh Đồng Tháp, Việt Nam). Ông thuộc bậc hào phú, làm chức tri thâu (thu thuế), được tín nhiệm nên kiêm luôn chức trùm cả trong làng.
Sau khi đại bại ở trận Rạch Gầm – Xoài Mút đêm 19 rạng 20 tháng 1 năm 1785, chúa Nguyễn Phúc Ánh đã dẫn tàn quân chạy sang Xiêm La và sống hơn hai năm ở đó. Nhận thấy vua nước này đã không giúp được mình lại còn có bụng ghen ghét, bèn để thư lại từ tạ rồi nửa đêm chúa Nguyễn cùng bầu đoàn xuống thuyền về nước (1787).
Về đến Sa Đéc, chúa Nguyễn đã chọn làng Tân Long làm nơi đồn trú, và cho đổi tên làng là Long Hưng. 
Nơi đây có con rạch chịu áp lực của hai con sông lớn là sông Tiền và sông Hậu, nên có rất nhiều chỗ nước xoáy cuốn tròn, vì vậy dân gian gọi là Nước Xoáy, còn trong sử sách gọi là Hồi Thủy hay Ngã ba Hồi Luân Thủy.
Cũng chính tại đây, chúa Nguyễn đã sai người đi thu phục Võ Tánh là một trong tam hùng (Đỗ Thành Nhơn, Châu Văn Tiếp, Võ Tánh). Năm sau (1788), Võ Tánh đã đem binh gia tướng sĩ của mình từ Giồng Tre (thuộc Gò Công) về Nước Xoáy hội quân, được Nguyễn Ánh tin dùng phong làm chưởng cơ và gả cho em gái là Nguyễn Thị Ngọc Du (tức Phúc Lộc công chúa).
Trong thời gian ở Nước Xoáy từ tháng 7 năm 1787 đến tháng Giêng năm 1788, chúa Nguyễn được ông Mậu và gia đình hết lòng phò trợ. Ông đã tự nguyện mở lẫm lúa và xuất tiền của để chu cấp cho cả đoàn tùy tùng của chúa Nguyễn suốt mấy tháng dài, và còn vận động nhiều con cháu và trai tráng trong làng đến đầu quân. 
Tương truyền, ông Hậu còn muốn đưa con gái của mình làm thê thiếp chúa Nguyễn. Không bằng lòng, cô gái giả điên, thường lấy bùn, lấy lọ bôi lên mặt. Sau, cô gái phát cuồng thật, lâm bịnh rồi qua đời.
Cảm nhận những nghĩa cử của ông, Nguyễn Phúc Ánh gọi ông là "Ông Bõ", có nghĩa là cha nuôi (hay ông tớ già, ngày nay ai muốn hiểu sao thì hiểu. Lời Vương Hồng Sển). Từ đó, nhân dân trong vùng cũng đã gọi theo là "Ông Bõ Hậu".
Năm 1802, Nguyễn Phúc Ánh khôi phục được cơ nghiệp của tổ tiên, lên ngôi vua, lấy hiệu là Gia Long. Nhớ đến công lao thuở trước, nhà vua có sắc chỉ mời ông Mậu ra Kinh đô Huế, nhưng ông mượn cớ tuổi già sức yếu xin được miễn ra chầu. 
Không ép, nhà vua gửi vào cho ông một bộ phẩm phục, một bộ chén trà hiệu năm Giáp Tý (1804), một số tiền và một sắc phong cho ông tước Đức hầu.
Năm 1809, Nguyễn Văn Mậu qua đời. Vua Gia Long có chỉ truyền cho bộ Công cử người vào xây mộ cho ông và cho cả người con gái vắn số của ông (tục gọi là mộ bà Hoàng cô). 
Năm 1942, lần đầu tiên, vua Bảo Đại vào thăm Nam Kỳ. Trong thời gian cư ngụ ở Sài Gòn, nhà vua đã ngỏ ý muốn đến viếng Lăng Ông Bõ Hậu. Chính quyền thực dân Pháp ở Sa Đéc viện cớ là đến Tân Long phải đi tàu máy, rất bất tiện nên từ chối. Thật sự thì họ không muốn cho vua Bảo Đại có được cơ hội gây cảm tình và uy tín đối với dân chúng miền Nam
.
Hiện khu mộ vẫn còn ở ấp Hưng Mỹ Tây, thuộc xã Long Hưng A , nhưng đã hư hỏng nhiều. Ngôi mộ ông Bõ đã hư hỏng phần nấm, còn mộ của Hoàng cô cũng đã xuống cấp, sụt lún nhiều chỗ. Hoa văn, họa tiết trên các ngôi mộ theo thời gian hầu hết đã bị bào mòn, sứt mẻ.
Đứng trước cảnh hoang phế của khu mộ này, có người đã làm thơ rằng:
Vào lăng ông Bõ, cám tình ông
Thấy cảnh ai không động tấm lòng?
Đất nghĩa tuyết dầm, mao (meo?) mốc đượm.
Nền nhân sương ấp, cánh hoa vun.
Vầng mây lăm giúp cây tàn lọng,
Ngọn gió đưa giùm tiết đức phong.
Thức nguyệt đánh đèn soi tỏ rạng,
Cho lòng trời biết chút mồ trung.

## Thông tin liên quan

### Kỷ vật của chúa Nguyễn
Nhắc lại chuyện Bõ Hậu, học giả Vương Hồng Sển viết:
...Phải biết lúc đó, Nguyễn Lữ đang là trấn tướng vùng Long Xuyên (Cà Mau hiện nay), nếu biết tin Mậu hai lòng, ắt làm cỏ sạch vùng Nước Xoáy chớ chẳng không. Việc trở cờ theo chúa Nguyễn tỏ ra Mậu có gan dạ và bản lĩnh khác hơn ai.
Phần chúa Nguyễn vừa gặp mặt Mậu là biết ngay "người này dùng được". Khi ấy, chúa sửa tên Mậu lại là Hậu và giao phó việc tiếp tế lương thực. Để tỏ cho biết mình là vua chúa, Nguyễn Ánh ban hay giao cho Hậu một kỷ vật, không ai có, là một cái thố to lớn da kiểu, dạy Hậu từ rày dùng vật ấy để dâng cơm "ngự thiện"...Từ nhà ông Hậu để chỗ đóng binh, đường xa độ ba bốn cây số ngàn, mỗi ngày ông Hậu sai tôi tớ nấu cơm từ khuya bằng chảo đụn lớn, rồi chuyền qua ghe chở lẹ qua Hồi Oa (Nước Xoáy)...May cho cái thố ấy, là khi dùng, ông không dùng nắp, cho nên ngày nay nó vẫn còn nguyên vẹn. Có lẽ lúc ấy, ông Bõ đã dùng lá chuối, lá sen đậy thay cho nắp...Việc binh bất khả lậu, nên một hôm chúa di binh nơi khác, không kịp thâu hồi cái thố quý, nhưng có lẽ chúa muốn để lại nhà Bõ như là một vật lưu niệm...
Gia đình Bõ Hậu sau này sa sút, và hai vật báu là cái thố bự dâng cơm ngự và bộ chén trà Giáp Tý phải sang tay chủ khác...

### Miếu Gia Long

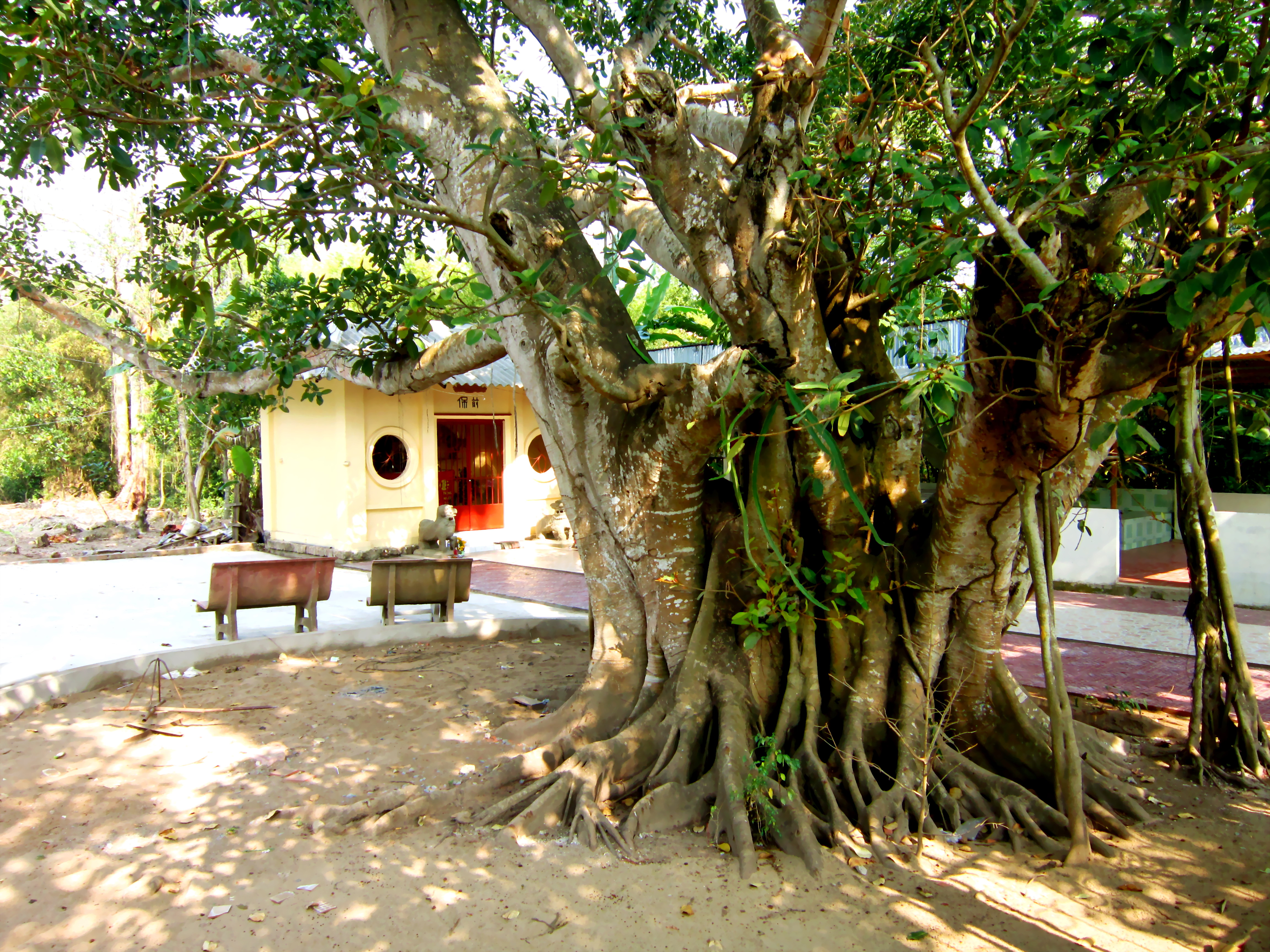
Miếu Gia Long ở Nước Xoáy

Tại nơi chúa Nguyễn Phúc Ánh (về sau là vua Gia Long) ở năm xưa (hiện nay ở gần chợ Nước Xoáy, thuộc ấp Hưng Mỹ Tây, xã Long Hưng A), không rõ năm nào, người ta đã dựng lên đấy một ngôi miếu thờ có tên là Cao hoàng thái miếu (tục gọi là miếu Gia Long). Căn cứ cặp lân bằng đá (có khắc tên người hiến cúng vào năm 1922) và mấy tấm đá còn sót lại, có lẽ ngôi miếu ấy cũng không quy mô lắm. Sau khi nó bị sụp đổ, tháng 2 năm 1958, người dân địa phương đã hùn tiền xây dựng lại.
Mấy năm gần đây, người dân địa phương cũng đã hùn tiền trùng tu lại ngôi miếu (có kích thước khá nhỏ, tường gạch, lợp fibrô-xi măng), xây lại cổng và tường rào cho khang trang hơn. Vào ngày 18, 19 tháng Chạp âm lịch hằng năm, lễ cúng vua Gia Long được tổ chức khá trang trọng, được xem như ngày lễ Kỳ yên ở khu vực Nước Xoáy. Trong kháng chiến chống thực dân Pháp, năm 1946, nhân dân và du kích Long Hưng đã đào gốc "cây da bến ngự" (tục truyền chúa Nguyễn Phúc Ánh thường ngồi bên gốc da này để câu cá) cho nó bật rễ ngã xuống rạch Nước Xoáy, làm chỗ tựa đắp cản, ngăn tàu quân Pháp. Về sau, người dân cũng đã trồng lại một cây da khác ở phía trước ngôi miếu để lưu dấu. Riêng nơi chúa Nguyễn ngồi câu cá thuở nào, thì đã bị sạt lở từ lâu...
Nhắc lại việc cũ, trong cuốn Nam Kỳ phong tục nhơn vật diễn ca (xuất bản năm 1909) của Nguyễn Liên Phong đã có câu:
...Chỗ sông Nước Xoáy tác quanh chảy dồn Hồi Luân chữ đặt lưu tồn
Cao hoàng thuở trước ngự đồn đóng binh...

## Sách tham khảo
- Trần Trọng Kim, Việt Nam sử lược. Nhà xuất bản Tân Việt, Sài Gòn, 1968.
- Vương Hồng Sển, Thú chơi cổ ngoạn. Nhà xuất bản Thành phố Hồ Chí Minh, 1990.
- Huỳnh Minh, Vĩnh Long xưa. Nhà xuất bản Thanh Niên tái bản năm 2002.